# بني العقيلي المجرة (عبس)

تعديل مصدري - تعديل

بني العقيلي المجرة هي إحدى قرى عزلة قطبة بمديرية عبس التابعة لمحافظة حجة، بلغ تعداد سكانها 105 نسمة حسب تعداد اليمن لعام 2004.